# Changes (Band)
Changes ist eine amerikanische Folk-Band, die 1969 von den Cousins Robert N. Taylor und Nicholas Tesluk gegründet wurde. Changes hatten drei ausgeprägte Schaffensphasen mit unterschiedlichen Bandmitgliedern, ehe sie ihren heutigen Sound, der dem Neofolk nahesteht, kreierten.

## Diskografie

### Alben und Singles
| Jahr | Titel                                          | Format, Anmerkungen                                   |
| ---- | ---------------------------------------------- | ----------------------------------------------------- |
| 1995 | Fire of Life                                   | 7", 2 Lieder                                          |
| 1996 | Fire of Life                                   | CD                                                    |
| 1998 | Legends                                        | CD                                                    |
| 2001 | Fire of Life                                   | CD, LP                                                |
| 2001 | Orphan in the Storm                            | CD, LP                                                |
| 2001 | Time                                           | 10"                                                   |
| 2004 | Hero Takes His Stand – Live at Flammenzauber 4 | 2×LP, live auf dem Flammenzauber-Festival, Heldrungen |
| 2005 | Twilight                                       | 7"                                                    |
| 2005 | Untitled                                       | CD, split mit Andrew King                             |
| 2006 | Men Among the Ruins                            | CD, split mit Allerseelen                             |
| 2006 | A Ripple in Time                               | LP                                                    |
| 2007 | Legends                                        | LP                                                    |

### Auswahl an Kompilationen & Kollaborationen
| Jahr | Titel                   | Format, Anmerkungen                                      |
| ---- | ----------------------- | -------------------------------------------------------- |
| 1999 | Lucifer Rising          | CD, Athanor.                                             |
| 2000 | The Pact                | CD, Fremdheit.                                           |
| 2004 | Tonwerk 2 Flammenzauber | CD, Eternal Soul.                                        |
| 2004 | Tyr Vol. 2              | CD, Ultra!                                               |
| 2005 | Looking for Europe      | CD, Prophecy Productions/Auerbach.                       |
| 2005 | Kristalle               | collaboration with Werkraum CD, Ahnstern/Steinklang.     |
| 2005 | Looking for Europe      | CD, Prophecy Productions/Auerbach.                       |
| 2008 | Early Love Music        | collaboration with Werkraum CD, LP, Ahnstern/Steinklang. |